# Guy Simonds
Generalløjtnant Guy Granville Simonds, CC, CB, CBE, DSO, CD (23. april 1903 – 15. maj 1974) var en officer i den canadiske hær, som ledede 2. canadiske korps under 2. Verdenskrig. Han var fungerende chef for 1. canadiske armé og førte de allierede styrker til sejr i slaget ved Schelde i oktober-november 1944. I 1951 blev han udnævnt til generalstabschef for den canadiske hær. Han var den yngste nogensinde i den canadiske hær til at opnå generalsrang.

## Uddannelse
Han blev født i Bury St Edmunds, England den 23. april 1903. Han udvandrede med sin familie til Canada. Han blev uddannet på Royal Military College of Canada i Kingston, Ontario mellem 1921 og 1925 og fik sin eksamen med glans. Han modtog adskillige udmærkelser for sine akademiske præstationer og disciplin. Han blev optaget i de canadiske styrker i 1926 og gjorde tjeneste ved artilleriet i Petawawa og Winnipeg. Mellem 1936 og 1938 gennemgik den unge kaptajn videre uddannelse ved Staff College i Camberley, England. Han var kendt for sin intelligens og forståelse af militær teori såvel som de problemer, som kendetegner moderne krigsførelse. Simonds blev belønnet med en rosende omtale fra Collagets kommandør i forbindelse med hans afsluttende eksamen.
Tilbage i Canada blev Simonds optaget i staben på Royal Military College i foråret 1938. Hans skrifter om mekaniseret krigsførelse, som blev offentliggjort i tidsskriftet Canadian Defence Quarterly, bekræftede hans status som en af de dygtigste teoretikere i det canadiske militær. Efter krigsudbruddet den 10. september 1939 blev Simonds, som dengang var major, udpeget som generalstabsofficer af 2. grad ved 1. infanteridivision og i december blev han udstationeret i England sammen med divisionen.
I juli 1940 blev Simonds overført til 1. feltregiment af Royal Canadian Artillery, en demoraliseret enhed, som netop var blevet evakueret fra Dunkerque. Han blev der kun i en kort periode. I november 1940 bad general Andrew McNaughton Simonds om at starte et intensivt officerstræningsprogram – Canadian Junior War Staff Course.
Da han blev vurderet højt for sine bemærkelsesværdige militære og planlægningsmæssige evner, steg Simonds lynhurtigt i graderne: generalstabsofficer af 1. grad ved 2. infanteridivision i 1941, chef for 1. infanteribrigade i september 1942, chef for 1. canadiske infanteridivision i april 1943. På daværende tidspunkt var han generalmajor.
Simonds' første kamperfaringer var under invasionen af Sicilien, mens han var chef for 1. infanteridivision. Han havde dygtigt organiseret sine kampvogne, artilleri og infanteri og førte sikkert tropperne gennem slagene ved Nissoria, Agira og Regalbuto. Han blev bemærket af chefen for 8. armé, general Bernard Montgomery. Fra 1. november 1943 til januar 1944 var Simonds leder af 5. canadiske pansrede division. I januar 1944 blev han forfremmet til generalløjtnant og chef for 2. canadiske korps, som han måtte træne som forberedelse til D-dag.
2. canadiske korps opslog sit hovedkvarter i Frankrig i juli på et tidspunkt, hvor felttoget i Normandiet så ud til at være gået i stå. I juli og august stod Simonds i spidsen for fire vigtige operationer mod tyske stillinger: Atlantic, Spring, Totalize og Tractable. Dette var vanskelige operationer mod en fjende, som indædt kæmpede for hver en tomme jord i et terræn, som den kendte grundigt. Trods den lunkne succes i Operation Totalize den 7. august var Simonds strategi snedig med henblik på at neutralisere de tyske pansrede køretøjer og anti-tank forsvar. Det var på dette tidspunkt, at Simonds opfandt "Kangaroo", en improviseret pansret mandskabsvogn, ved at fjerne kanonerne fra en "Priest" selvkørende kanon. I operation Tractable 14. – 22. august 1944 lykkedes det Simonds canadiske og polske tropper at lukke Falaise-lommen.

## 1. canadiske armé
Den 27. september 1944 overtog Simonds midlertidigt kommandoen over 1. canadiske armé fra general Harry Crerar og anførte den ved befrielsen af Schelde mundingen i oktober-november. Da Crerar vendte tilbage, genoptog Simonds ledelsen af 2. canadiske korps ved befrielsen af Nordvesteuropa.

## Efter krigen
Simonds vendte tilbage til Canada i 1949 for at blive kommandant på Royal Military College of Canada. Han var også kommandant på National Defence College og Canadian Army Staff College i 1949 og 1950.
I 1970 blev han udnævnt til Companion of the Order of Canada. Han døde i Toronto den 15. maj 1974.

## Vurdering
I sin bog "The Normandy Campaign" betegner Victor Brooks Simonds som den mest effektive korpschef i de allierede styrker i Normandiet. Han skrev:
| Citat | Den korpskommandør blandt enhederne, som udgjorde 21. armégruppe, som formentlig havde den største personlige effekt på felttoget i Normandiet, var generalløjtnant Guy Simonds. Den øverstkommanderende for 2. canadiske korps skabte et af de mest effektive samarbejder mellem kampvogne og infanteri i de allierede styrker ved en stor grad af improvisation under fremstødet mellem Caen og Falaise. Denne general var alsidig og iderig, men kunne ikke generere det momentum, som mere effektivt ville have lukket Falaise-lommen på et tidligere tidspunkt. Trods dette fortjener Simonds ros for sin effektive ledelse. | Citat |
|       | |       |

## Tidslinje
| Dato                          | Hændelse |
| ----------------------------- | --- |
| 23. april 1903                | født |
| 1912                          | familien flytter til British Columbia |
| 1921                          | optaget på Royal Military College of Canada |
| 1925                          | eksamen fra RMC; overgår til Royal Canadian Horse Artillery (RCHA) |
| 1928                          | RCHA Winnipeg batteri |
| 1929                          | midlertidig kaptajn |
| 1932                          | gift |
| 1933                          | datter født |
| 1935                          | søn født |
| 1936, 1937                    | gik på Staff College, Camberley |
| 1938                          | optaget i lærerstaben på RMC |
| September 1939                | Generalstabsofficer af 2. grad, 1. canadiske infanteridivision |
| December 1939                 | Oversøisk tjeneste |
| Juli 1940                     | Chef for 1. feltregiment Royal Canadian Artillery |
| November 1940                 | Udnævnt til at lede Canadian Junior War Staff Course |
| Maj 1941                      | GSO1 2. canadiske infanteridivision |
| August 1941                   | brigadegeneral i generalstaben for Canadiske korps. |
| Maj 1942                      | Exercise Tiger. Bemærkes af Bernard Montgomery |
| September 1942                | Chef for 1. canadiske infanteribrigade i 1. division |
| April 1943                    | Forfremmet til generalmajor og chef for 2. canadiske infanteridivision i en alder af 40. På 3½ år forfremmet fra major til generalmajor                                                                       |
| 29. april 1943                | Udnævnt til chef for 1. canadiske infanteridivision efter generalmajor Harry Salmon, som døde ved et flystyrt.                                                                                                |
| 10. juli 1943                 | Invasionen af Sicilien, Operation Husky; "Første canadiske officer, som anførte sine tropper ved en invasion og i et længerevarende felttog", "Yngste canadier nogensinde, som har anført en division i kamp" |
| 16. juli 1943                 | Under beskydning for første gang (på Sicilien) |
| September 1943                | Invasionen på det italienske fastland |
| Oktober 1943                  | Udpeget til chef for 5. canadiske pansrede division |
| Januar 1944                   | Udpeget til chef for 2. canadiske korps. Hævdes at være den yngste korpschef i det britiske imperium |
| 11. juli 1944                 | 2. korps aktiveret i Normandiet |
| 7. august 1994                | Operation Totalize |
| 14. august 1944               | Operation Tractable |
| 21. august 1944               | Falaise-lommen lukket |
| 27. september 1944            | Fungerende chef for 1. canadiske hær på grund af Harry Crerars sygdom |
| 2. oktober - 8. november 1944 | Slaget ved Schelde, Walcheren |
| 29. november 1944             | Antwerpen åbnes som havn for de allierede |
| 1945-1949                     | Afslutter studier ved Imperial Defense College; fortsætter som instruktør |
| 1949                          | Vender tilbage til Canada, chef for National Defense College, Kingston |
| 1951-1955                     | Generalstabschef |
| 1960                          | Pensionering |
| 1970                          | Companion of the Order of Canada |
| 15. maj 1974                  | Dør |

## Eksterne kilder
- Order of Canada Citation Arkiveret 30. september 2007 hos  Wayback Machine
- 'The Role of the Land Forces in Modern Warfare' An Address by Lieutenant General Guy G. Simonds, C.B., C.B.E., D.S.O., C.D. Chief of the General Staff, Canadian Army to the Empire Club on Thursday, February 14th, 1952 (Webside ikke længere tilgængelig)